# Königliches Schauspielhaus (Potsdam)

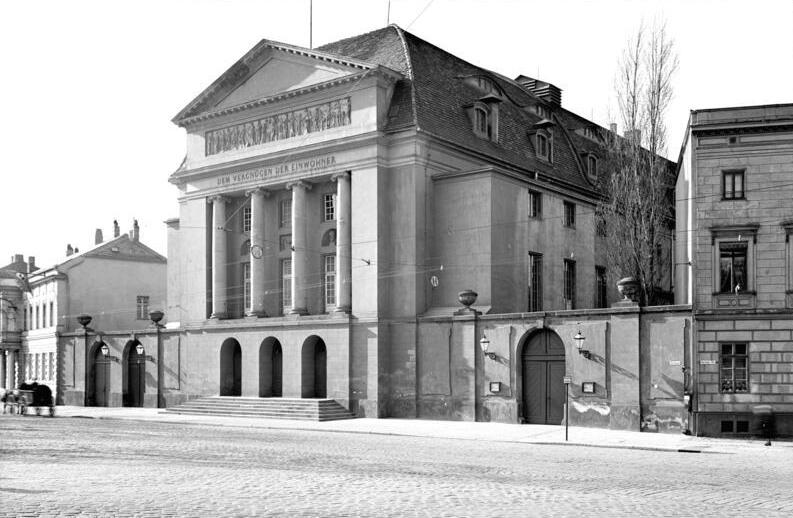
Das Königliche Schauspielhaus, Potsdam, 1928

Das Königliche Schauspielhaus, später Stadttheater, im Volksmund auch Kanaloper genannt, war ein Immediatbau, den der preußische König Friedrich Wilhelm II. für die Potsdamer Bürger am Stadtkanal errichten ließ. Nach Entwürfen des Architekten Carl Gotthard Langhans oder Michael Philipp Boumann entstand zwischen 1793 und 1796 auf dem Grundstück „Am Kanal 8“ ein Gebäude im frühklassizistischen Stil. Den Auftrag zur Bauausführung erhielt der Architekt Boumann. Ende des Zweiten Weltkriegs wurde das Schauspielhaus durch Artilleriebeschuss zerstört und die Ruine 1966 abgetragen, um für ein 17-geschossiges Wohnhochhaus in Plattenbauweise Platz zu schaffen.

## Geschichte
Für Aufführungen umherziehender Wanderbühnen stand der Bürgerschaft vormals eine ehemalige Fachwerkkirche am Stadtkanal zur Verfügung, die der Soldatenkönig Friedrich Wilhelm I. den aus Russland stammenden Gardesoldaten orthodoxen Glaubens 1734 errichten ließ. Als sein Sohn Friedrich II. das Garderegiment auflöste und sich die Gemeinde dadurch dezimierte, wurde die Kirche ab 1750 als Komödiensaal für die Aufführungen der „Schuchschen-“ und „Wäserschen Gesellschaft“ umgenutzt. Mit zunehmender Baufälligkeit ließ Friedrich II. das Gebäude 1777 schließen, abbrechen und 1785 auf dem Grundstück „Am Kanal 29“, heute Yorckstraße, nach Plänen des Baumeisters Georg Christian Unger eine Montierungskammer errichten.
In der Regierungszeit Friedrich Wilhelms II. erhielten die Potsdamer Bürger eine neue, größere Spielstätte, die rund 700 Gästen Platz bot. Bis dahin waren nur noch zwei Theaterräume aus friderizianischer Zeit im Stadtschloss und im Neuen Palais vorhanden, die jedoch vorzugsweise zur Unterhaltung des königlichen Hofes dienten. In der Straße „Am Kanal“, die wegen der repräsentativen Hausfassaden und einer Bepflanzung mit Lindenbäumen entlang der Wasserstraße als die schönste in Potsdam galt, konnte das Grundstück der Wilhelmine Katharine von Bischoffwerder erworben werden. Der erste Bauabschnitt mit Zuschauerraum und Bühnenhaus erfolgte zwischen 1793 und 1795. Die Eröffnungsveranstaltung fand am 7. Oktober 1795 mit dem Stück „Maske für Maske“ von Johann Friedrich Jünger statt. Bereits ein Jahr später wurde das Gebäude im zweiten Bauabschnitt um einen Konzertsaal erweitert, der die ganze Breite der Rückfront im ersten Stock einnahm und für die Schauspieler ein angrenzendes Logierhaus errichtet, die heute noch erhaltene sogenannte „Schauspielerkaserne“ in der Friedrichstraße, heute Posthofstraße 17. Für den Erweiterungsbau wurden die Ziegel von der 1795 abgebrannten und 1796 abgetragenen Kirche St. Nikolai verwendet. 
Das 16-achsige Gebäude im frühklassizistischen Stil erstreckte sich mit seinen Längsseiten in das Grundstücksinnere. Die schmale Vorderfront, mit den drei rundbogigen Eingangstüren im Erdgeschoss, war dem Kanal zugewandt. Darüber erhob sich ein Portikus mit einer über zwei Etagen reichenden, leicht zurückgesetzten Fensterwand und vier vorgelagerten ionischen Säulen. Über den Fenstertüren des ersten Obergeschosses standen in Rundbogennischen die Büsten von Aristophanes und Sophokles, für die der Bildhauer und Stuckateur Constantin Philipp Georg Sartori die Entwürfe lieferte. Gemäß der Bestimmung des Theatergebäudes lautete die Inschrift auf dem Giebelbalken DEM VERGNÜGEN DER EINWOHNER. Das Feld im Dreiecksgiebel mit umlaufenden Balkenköpfen blieb leer. Die darunter liegende Attika schmückte ein Figurenfries nach dem Entwurf des Bildhauers Johann Gottfried Schadow, das die Brüder Johann Christoph und Michael Christoph Wohler ausführten. Boumann beschrieb den Fries in einem Brief an den König wie folgt: Apollo stellt die Haupt-Person […] vor, und rührt die Leier, […] neben diesen Thalia die comische und Melpomene die tragische Muse, hierauf folgen die beiden alten Dichter Aechillus und Menander, […] neben Aechillus komt die Muse der Tonkunst, blast auf der Flöte, und die übrigen Musen tanzen dabei Hand in Hand, außer der Urania, welche nachdenkend an einer Säule steht […].

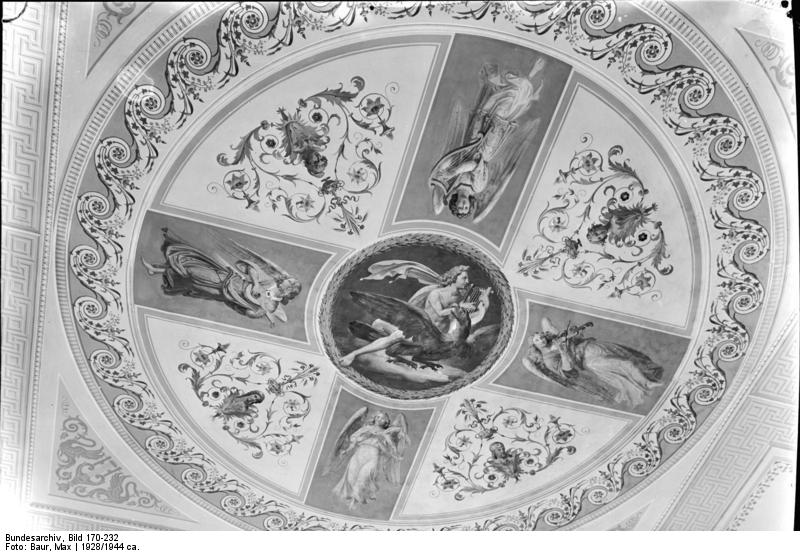
Deckengemälde mit Apollo auf dem Adler

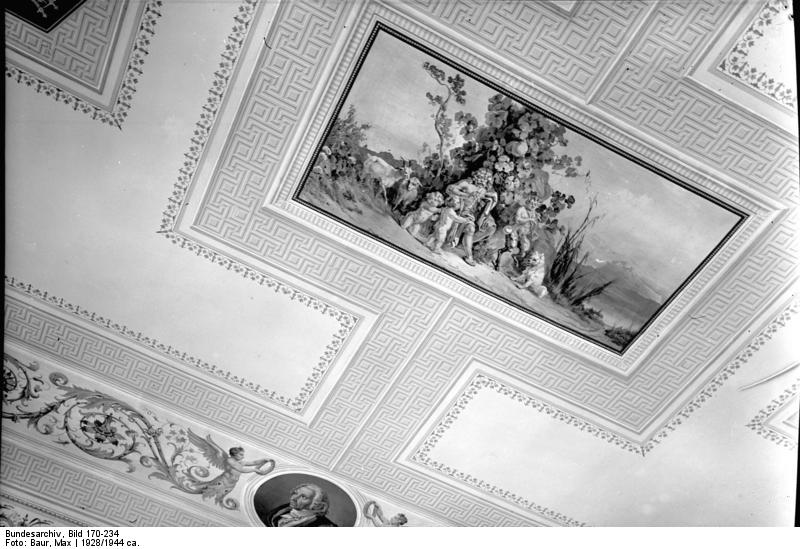
Deckengemälde im Konzertsaal

Friedrich Wilhelm IV. ließ mit Kabinettsorder vom 7. August 1850 Renovierungsarbeiten durchführen, die der Architekt Ludwig Ferdinand Hesse leitete. Der aus Dessau stammende Maler Franz August Schubert (1806–1893) erhielt den Auftrag, die Decke im Konzertsaal neu auszumalen. Das Gemälde zeigt[e] in der Mitte Apollo auf dem Adler des Zeus und an den Langseiten die Porträts der berühmtesten Komponisten des 18. Jahrhunderts: Haydn, Mozart, Gluck und Zelter. Die aus dieser Zeit stammenden Bühnenvorhänge waren auf der einen Seite mit dem Ausblick auf Syrakus, im Hintergrunde der Haupttempel des Stadtteils Nasos, […] gestaltet und auf der anderen Seite mit Schloß Windsor an der Themse her. 1927 wurde das Schauspielhaus durch den Einbau einer Drehbühne modernisiert.
Als die britische Royal Air Force die historische Altstadt am Abend des 14. April 1945 bombardierte, blieb das Schauspielhaus weitgehend unversehrt. 
Am 25. April 1945, während der Schlacht um Berlin, brannte es durch sowjetischen Artilleriebeschuss aus. Im Zuge der Vorbereitungen zu den „8. Arbeiterfestspielen“ des Freien Deutschen Gewerkschaftsbundes (FDGB) im Juni 1966 in Potsdam und der damit verbundenen Kampagne „Keine Ruine zu den Arbeiterfestspielen“ wurden die Gebäudereste mit der noch erhaltenen Vorderfront am 28. Mai des Jahres abgebrochen. Das zuvor geborgene Relief von Schadow kam nach Berlin in das Kronprinzenpalais Unter den Linden und ist seit 1969 im Treppenhaus des rekonstruierten Gebäudes in zwei Teilen angebracht.

## Spielbetrieb
Zur Zeit Friedrich Wilhelms II. fand einmal in der Woche eine Vorstellung statt. Die Aufführungen aus Oper, Operette und Schauspiel bestimmte der König selbst. In den ersten Jahren wurden vor allem Opern aufgeführt, unter anderem von Paisiello, Antonio Salieri, Carl Ditters von Dittersdorf, Georg Benda oder Johann Friedrich Reichardt. Besonderen Anklang fanden Werke von Mozart, wie „Don Giovanni“, „Figaros Hochzeit“ oder „Die Zauberflöte“. Da es in Potsdam kein eigenes Ensemble gab, wurde die Schauspieltruppe aus Berlin vom „Königlichen Nationaltheater“ am Gendarmenmarkt, heute „Konzerthaus Berlin“, verpflichtet. Die Bühnendekoration folgte auf dem Wasserweg. In der 20-jährigen Intendanz August Wilhelm Ifflands am Nationaltheater, von 1796 bis zu seinem Tod 1814, erlebte die deutsche Schauspielkunst in beiden preußischen Städten eine Blütezeit. In diese Zeit fällt der zweiwöchige Aufenthalt Friedrich Schillers in Berlin 1804. Ihm zu Ehren ließ Iffland in Berlin „Die Braut von Messina“ einstudieren. Am 17. Mai hielt sich Schiller auf seiner Rückreise nach Weimar in Potsdam auf und besuchte am Abend eine Theatervorstellung. In seinem Reisekalender notierte er: Mittags bei Beume. Abends in der Comödie Fanchon. Nachts bei Maßenbach.

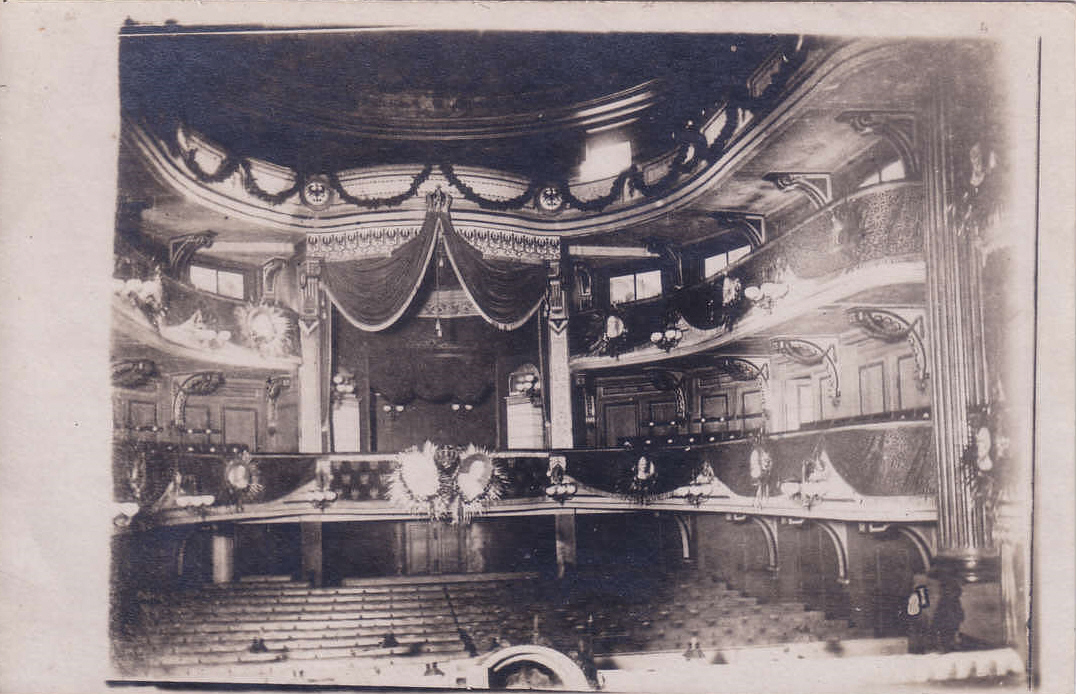
Zuschauerraum im Schauspielhaus um 1900

Erst in der Regierungszeit Friedrich Wilhelms IV. bekam das Potsdamer Schauspielhaus ein eigenes Ensemble. Zudem verwaltete nun ein Prinzipal in Eigenverantwortung das von der Krone gepachtete Haus und stellte ohne Vorgaben durch den König die Spielpläne auf. Zur Saisoneröffnung am 1. Oktober 1848 wurde die Oper Johann von Paris des französischen Komponisten François-Adrien Boieldieu aufgeführt. Der zu seiner Zeit bekannte Schauspieler Hugo Wauer, der 1848/49 am Königlichen Schauspielhaus engagiert war, schrieb später: Unter Friedrich Wilhelm IV. wurden die Vorstellungen »Zum Vergnügen der Einwohner« so selten, daß die Bürgerschaft unablässig um Ueberlassung des Theaters an einen Privatdirektor petitionierte. Diese Bitten wurden endlich im Jahre 1847 bewilligt. Da aber der Direktor Huth sowohl 1847/48 als auch 48/49 die Gagen schuldig blieb, so daß auf Teilung gespielt werden mußte, so wurde diese Vergünstigung ihm wieder entzogen und erst nach mehr als zwanzig Jahren einem andern Direktor, Martorell, zuerteilt.

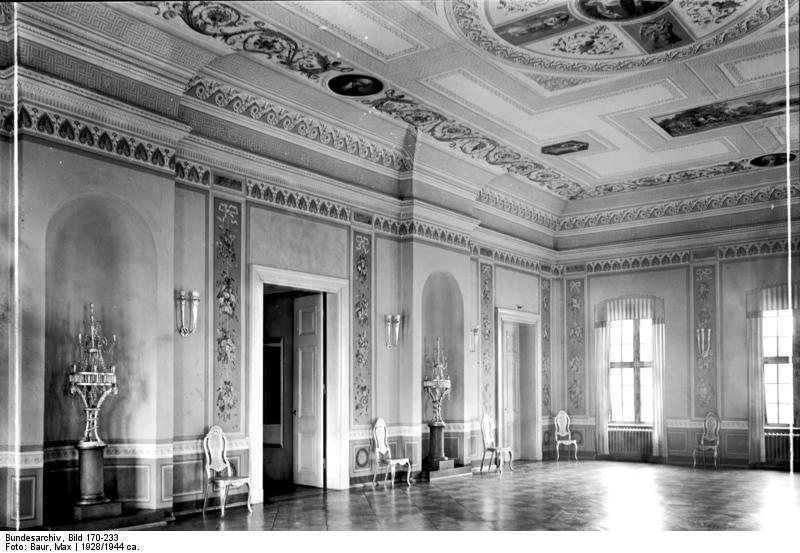
Konzertsaal 1928

In den Jahren vor dem Ersten Weltkrieg standen unter dem Theaterleiter Axel Delmar vermehrt patriotische Stücke auf dem Spielplan, wie beispielsweise am 1. März 1911 die Volkstragödie „Glaube und Heimat“ von Karl Schönherr, die einer der größten Bühnenerfolge jener Zeit war. Zudem gründete Delmar 1911 am Potsdamer Brauhausberg eine Freilichtbühne für „Deutsche Heimatspiele“, die jedoch nur bis zum Ende des Krieges bestand. Um auch geringer Verdienenden den Besuch einer Vorstellung zu ermöglichen, wurde das Schauspielhaus 1920 der „Volksbühne e. V.“ angeschlossen. Der 1890 in Berlin gegründete Verein verloste an seine Mitglieder Theatervorführungen und verteilte die Eintrittskarten zu einem erschwinglichen Preis, da es Millionen unmöglich [war], die ordentlichen Kassenpreise aufzubringen. 1927 ging das Schauspielhaus in das Eigentum des preußischen Staates über. In den Jahren 1929 bis 1932 blieb die Weltwirtschaftskrise auch für das Theater nicht ohne Folgen. Der Etat wurde gekürzt und der amtierende Direktor Emil Plintz musste 1932 von achtzehn Schauspielern acht entlassen. Zu den namhaften Zuschauern des Hauses zählte 1930 der Schriftsteller Carl Zuckmayer, der am 4. März eine Vorstellung seines Volksstücks „Katharina Knie“ besuchte.
Nach der Machtergreifung Hitlers standen vor allem nationalsozialistische Stücke auf dem Programm. Am 2. Oktober 1933 wurde beispielsweise als erste Vorstellung der neugegründeten „Deutschen Bühne e. V.“ das Drama Schlageter von Hanns Johst, dem späteren Präsidenten der Reichsschrifttumskammer und Förderer des Vereins, aufgeführt. Unter dem Intendanten Walter Hanser, der das Schauspielhaus seit dem 24. April 1934 leitete, unter anderem am 14. Oktober die Komödie Wenn der Hahn kräht von August Hinrichs, oder unter Paul Medenwaldt, der die Intendantur am 12. November desselben Jahres von Hanser übernahm, das Stück Schill nach dem historischen Roman Ferdinand von Schill. Der Roman des deutschen Aufbruchs von Josef Buchhorn, der bei der Vorstellung am 3. Februar 1935 im Schauspielhaus anwesend war. In der Endphase des Zweiten Weltkriegs musste der Spielbetrieb auf Erlass des Reichspropagandaministers Joseph Goebbels ab dem 1. September 1944 in allen deutschen Theatern eingestellt werden.

## Ersatzspielstätten nach 1945
Nach der Zerstörung des Königlichen Schauspielhauses fand das erste Nachkriegskonzert auf Veranlassung des Herrn Oberbürgermeisters der Stadt Potsdam zu Ehren der Roten Armee am 26. Mai 1945 in einem Saalbau in der Kaiser-Wilhelm-Straße, heute Hegelallee 25/26, statt. Dargeboten wurden Werke von Verdi, Puccini und Bizet. Am 1. September stand zur Eröffnung der Theatersaison Lessings „Nathan der Weise“ auf dem Spielplan. Am 24. September desselben Jahres beschlagnahmte die Sowjetarmee das Konzerthaus und nutzte es bis zur Wende als „Haus der sowjetischen Offiziere“. Mit Gründung des „Brandenburgischen Landestheaters“ in Potsdam 1946, diente zunächst der „Komödiensaal“ im Neuen Palais als Ersatzspielstätte, der etwa 300 Gästen Platz bot. Zur Saisoneröffnung kam am 28. August das Stück „Iphigenie auf Tauris“ von Johann Wolfgang von Goethe zur Aufführung. Durch jahrzehntelange Vernachlässigung – eine geplante Renovierung 1928 wurde wegen der zu hohen Kosten nicht durchgeführt – war die Einrichtung des Theatersaals verwahrlost und die Bühnentechnik nicht mehr zeitgemäß.
Nach drei Jahren wechselte das Ensemble in die seit dem 30. Juni 1945 als Varietébühne genutzte ehemalige Tanzgaststätte „Zum Alten Fritz“ in der Zimmerstraße 10 und eröffnete am 16. Oktober 1949 mit Goethes „Faust I“. Die als vorübergehendes Provisorium gedachte Spielstätte sollte noch Jahrzehnte dem 1952 in Hans-Otto-Theater umbenannten Haus für Aufführungen dienen. Bereits 1968 gab es Überlegungen für den Neubau eines Theaters im Stadtzentrum. Wegen einiger Kontroversen erfolgte die Grundsteinlegung jedoch erst 1989 auf dem Alten Markt. Nach der Wende wurde der Rohbau nach Beschluss der Stadtverordnetenversammlung 1991 jedoch wieder abgerissen. Auch das sanierungsbedürftige Konzerthaus in der Zimmerstraße musste aus bautechnischen Gründen geschlossen werden. Als letzte Aufführung wurde am 1. Dezember 1991 unter Intendanz von Guido Huonder die Komödie „Noch ist Polen nicht verloren“ des ungarischen Dramatikers Menyhért Lengyel aufgeführt. Bis zum Neubau eines festen Hauses erhielt das Ensemble 1992 auf dem Alten Markt ein „Theaterzelt“. Das Provisorium aus Stahl mit rund 550 Plätzen, im Volksmund „Blechbüchse“ genannt, blieb Ersatzspielstätte bis zur Einweihung des Hans Otto Theaters in der Schiffbauergasse am 22. September 2006.

## Ehemalige Schauspielerkaserne

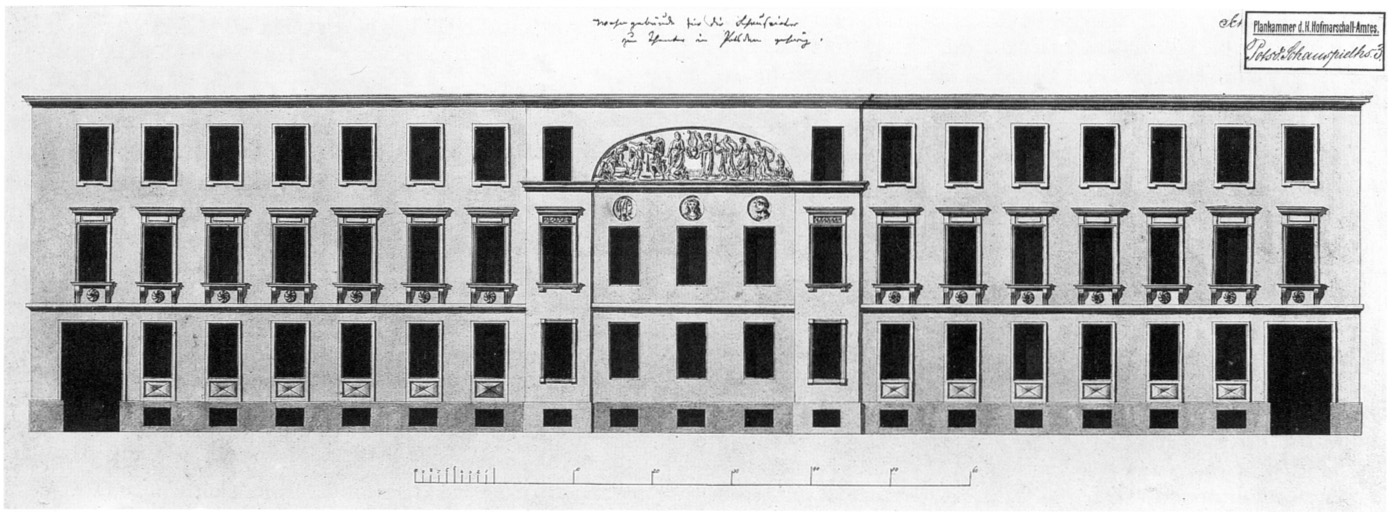
Fassadenaufriss der „Schauspielerkaserne“, Michael Philipp Boumann, 1796

Das 1796 auf der Nordseite des Grundstücks errichtete Logierhaus, die sogenannte „Schauspielerkaserne“, bot den aus Berlin angereisten Schauspielern und Sängern während ihres Engagements in Potsdam Unterkunft und Verpflegung, da eine Rückfahrt am Abend nicht mehr zumutbar war. Den Zeitaufwand der Reise zwischen den Residenzstädten beschrieb der Schauspieler Hugo Wauer: […] das gesamte Personal [wurde] in Königlichen Equipagen von Berlin abgeholt und zurückbefördert. Da aber die Reise, obgleich in Zehlendorf Pferdewechsel stattfand, nahezu vier Stunden dauerte und die Vorstellungen erst nach 10 Uhr beendet waren, auch fast immer mehrere Abende nacheinander gespielt wurde, so konnte natürlich von einer Heimfahrt am selben Abend keine Rede sein, und darum war zugleich mit dem Theater auf demselben Grundstück ein Logirhaus mit etwa sechzig Zimmern erbaut worden.

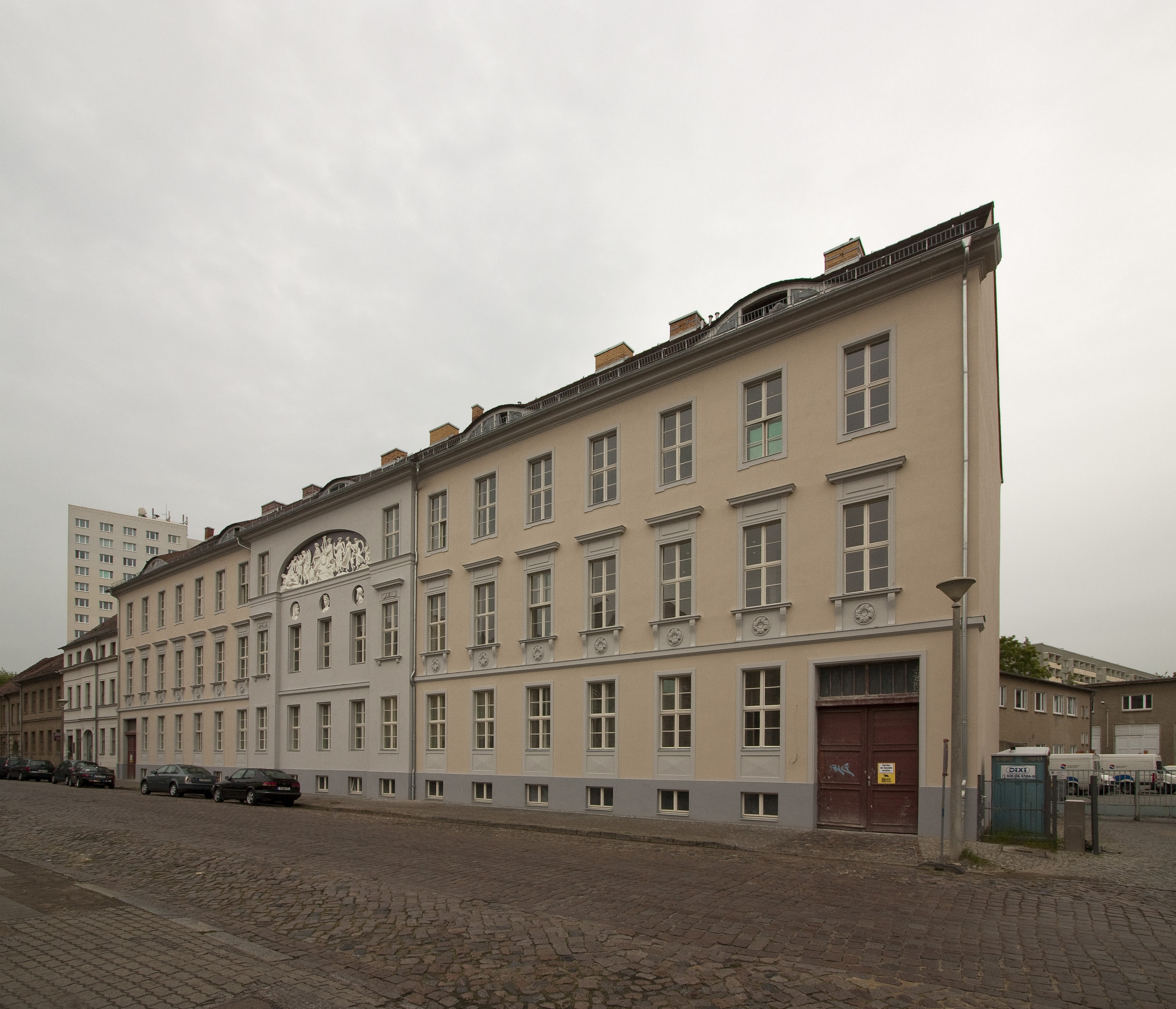
Die ehemalige Schauspielerkaserne, 2009

Die Schauspielerkaserne wurde wie das Königliche Schauspielhaus im frühklassizistischen Baustil errichtet. Das 19-achsige Gebäude erstreckt sich an der Posthofstraße, die entlang der Nordseite des Grundstücks verläuft. Die Fassade wird im ersten Obergeschoss durch eine Rahmung fast aller Fenster mit Gesims und schmückenden Rosetten unter den Fenstern belebt. Den Mittelteil des 3-geschossigen Hauses dominiert ein über drei Fensterachsen reichendes Bogenrelief, das die Brüder Wohler nach dem Entwurf von Johann Gottfried Schadow ausführten. Die Darstellungen nehmen Verbindung zum Schauspielhaus auf und zeigen in der Mitte den Altar Apollos mit Kranz und Lyra. Ihm zur Rechten steht die Muse der komischen Dichtung Thalia mit dem Genius des Lebens und nach der Musik eines Flötenspielers tanzende Figuren als Sinnbild der Komödie. Auf der linken Seite steht an den Altar gelehnt die Muse der tragischen Dichtung Melpomene mit dem Genius des Todes, gefolgt von Daidalos und dessen Sohn Ikarus sowie ein in sein Schwert stürzender Krieger als Sinnbilder der Tragödie. In drei Medaillons unterhalb des Bogenreliefs zeigen Köpfe in der Mitte Apollo, rechts einen lachenden Komödiendichter und links einen ernst schauenden Tragödiendichter aus der Antike. 
Über die für Übernachtungen ausgestatteten Zimmer berichtet Wauer, dass sie sehr einfach, aber sehr gediegen [waren]. Die Betten erhielten ganz ausgezeichnete Roßhaarmatratzen, mollige Kopfkissen, Steppdecken u. s. w.  Den Schatz der Bettwäsche hütete die Frau des Kastellans. Diese Musterhausfrau verpflegte uns während unseres mehrtägigen Aufenthaltes bei erstaunlich billigen Preisen auf das Allervortrefflichste, […]. Als die Theatervorstellungen in der Regierungszeit Friedrich Wilhelms IV. seltener stattfanden und das Schauspielhaus in private Verwaltung kam, verlor das Logierhaus seine eigentliche Bestimmung und wurde zu Wohnungen für Unterbeamte des Hofstaats eingerichtet und stark belegt.
Im Gegensatz zum Schauspielhaus überstand die ehemalige Schauspielerkaserne den Zweiten Weltkrieg unbeschadet. Der Nutzung als Mietwohnhaus bis Mitte der 1990er Jahre folgte ein jahrelanger Leerstand, bis das denkmalgeschützte Gebäude 2008 restauriert und 34 Kleinraumwohnungen angelegt wurden. Noch aus der Erbauungszeit stammt im Innern ein ovales Treppenhaus und die bautechnisch ausgefallene Bündelung der über 30 Rauchabzüge, die unter dem Dach zusammengeführt mit nur sieben Schornsteinen auf dem Dach sichtbar sind.

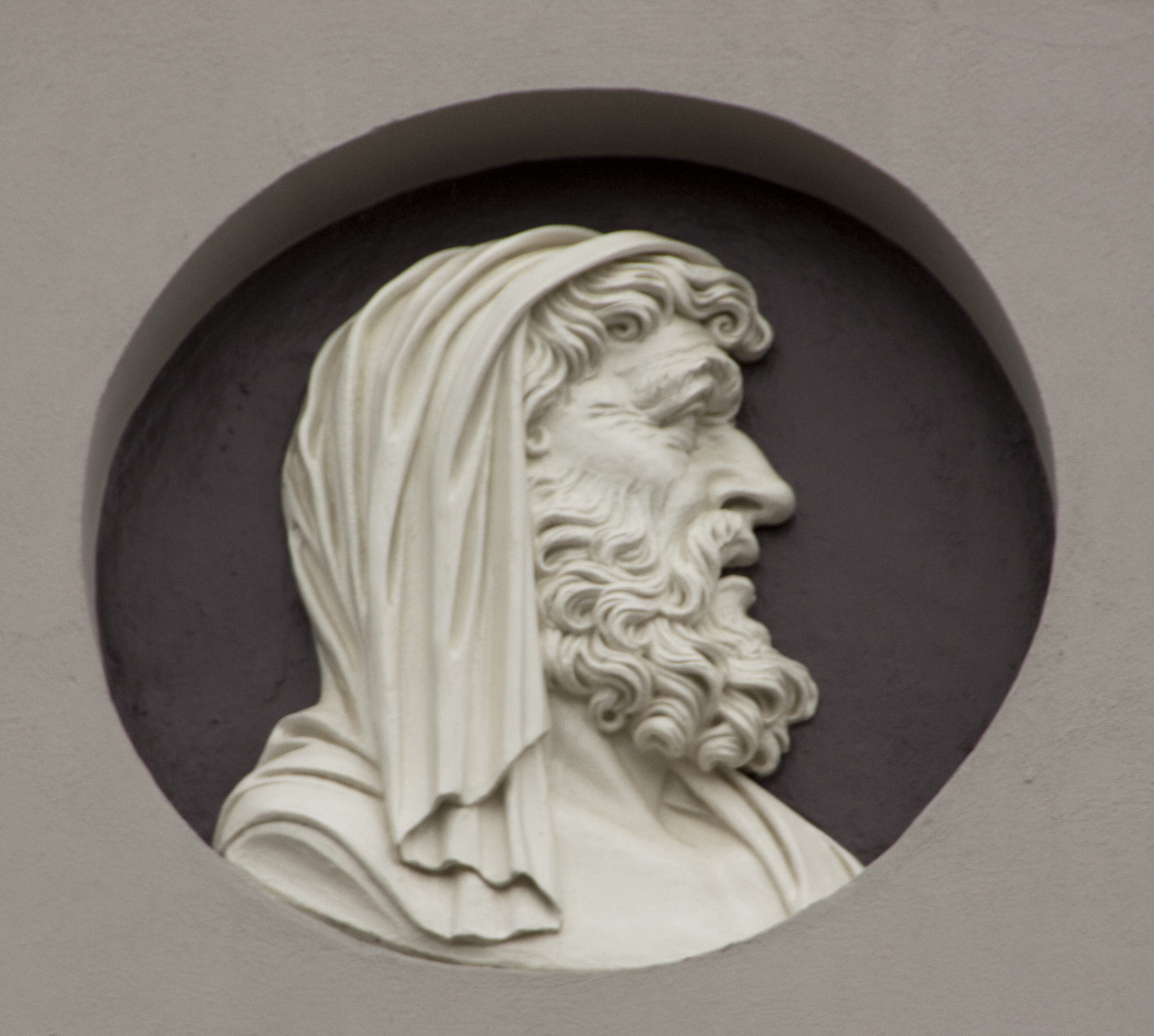
Tragödiendichter
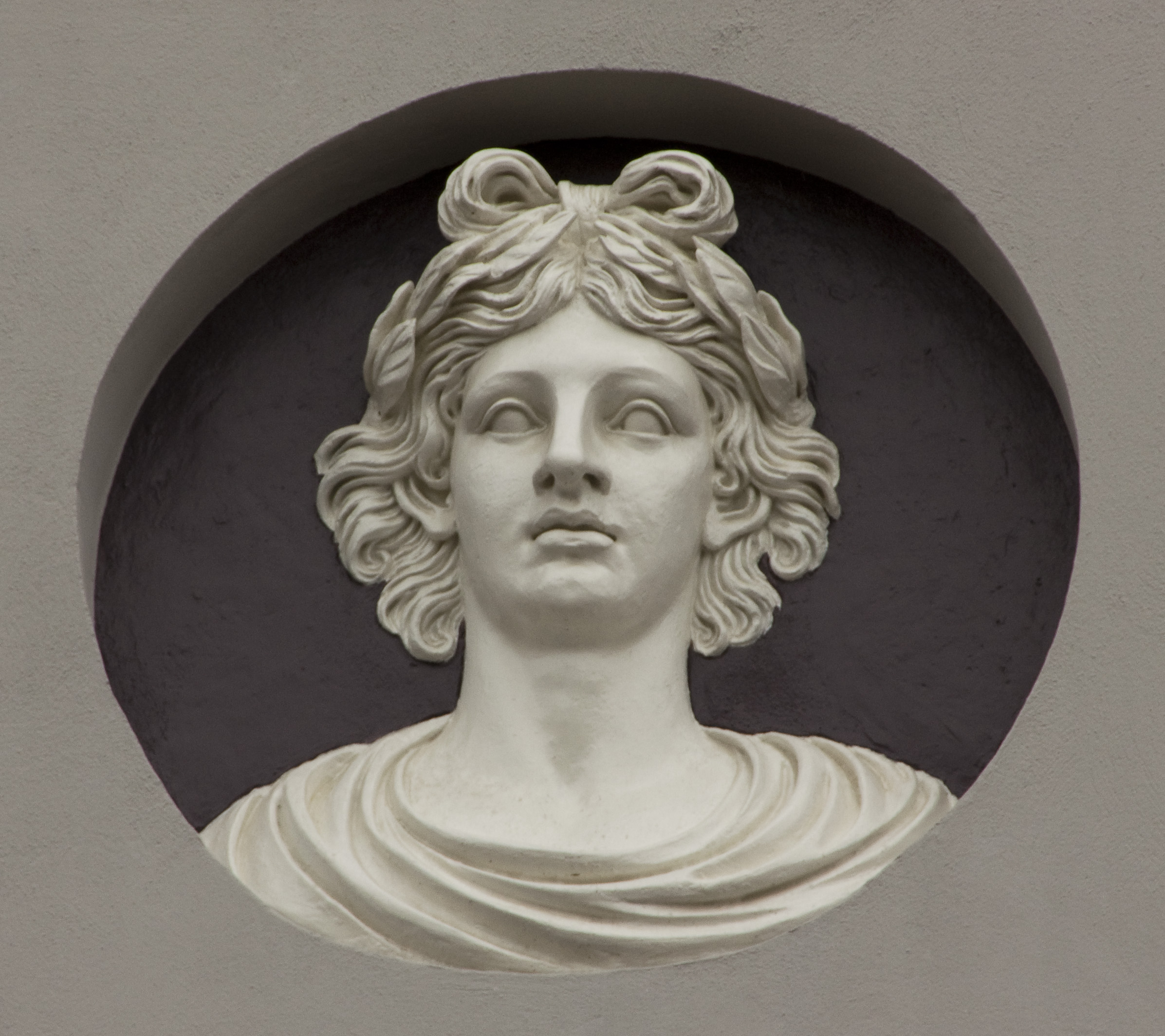
Apollo
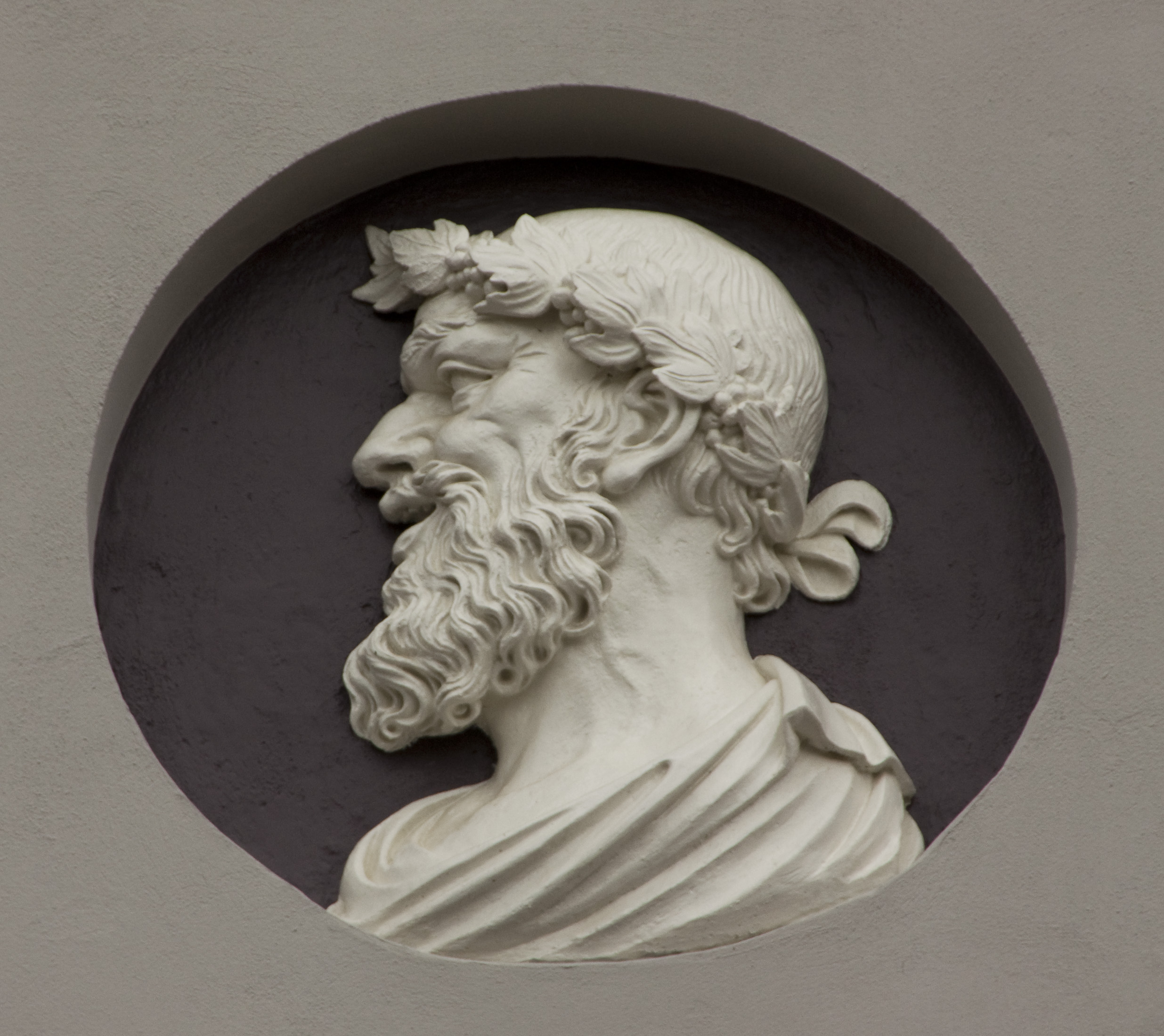
Komödiendichter
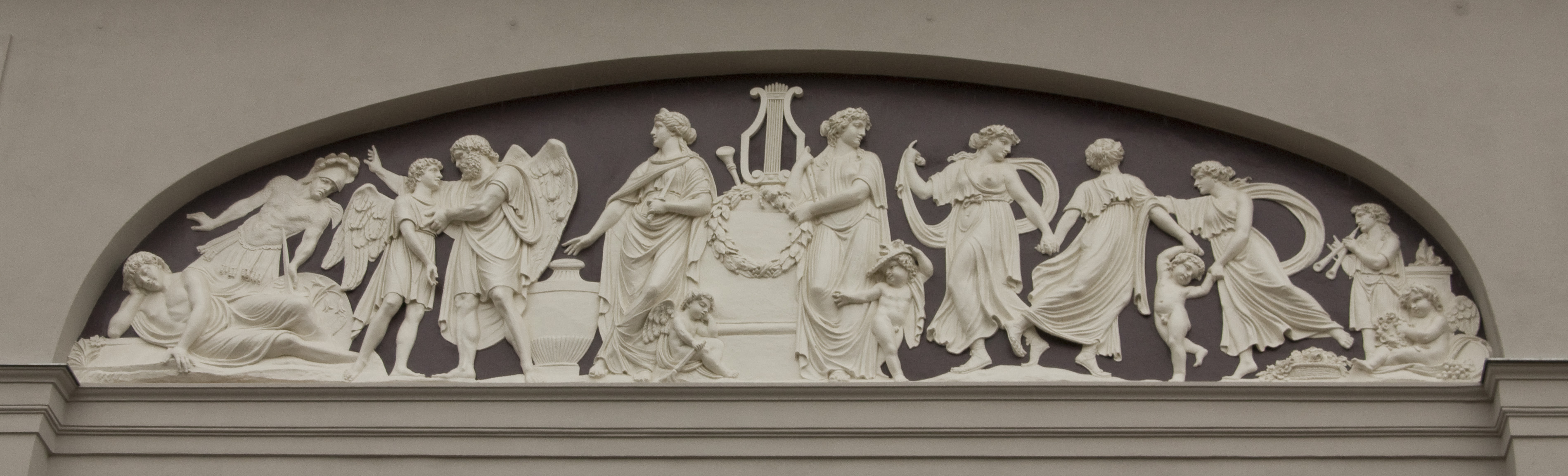
Bogenrelief im Mittelteil